# Вовківці (гміна)
Гміна Вовківці (пол. Gmina Wołkowce) — колишня сільська гміна, яка входила до Борщівського повіту Тернопільського воєводства ІІ Речі Посполитої. Адміністративним центром гміни було село Вовківці.
Гміна утворена 1 серпня 1934 року на підставі нового закону про самоуправління (23 березня 1933 року). Гміну створено на основі попередніх гмін: Мушкатівка, Слобідка-Мушкатівська, Вовківці.
Площа гміни — 72,61 км²
Кількість житлових будинків — 957
Кількість мешканців — 4298
У 1939 році з приходом радянської влади, була скасована.